# Osly-Courtil
Osly-Courtil è un comune francese di 305 abitanti situato nel dipartimento dell'Aisne della regione dell'Alta Francia.

## Società

### Evoluzione demografica
Abitanti censiti